# Форест Парк
Фо́рест Парк — курорт, цілорічний оздоровчий комплекс розташований на березі озера у Волноваському районі Донецької області на території Великоанадольського лісу за 68 км від міста Донецьк. Відкритий у вересні 2004 року. Площа — 45 га.

## Загальні відомості
Включає готельний комплекс (5-поверховий корпус та 7 котеджів), 2 ресторани, 3 конференц-зали, медичний та спортивно-розважальний центри.
Основна сфера діяльності медичного центру — реабілітація та профілактика захворювань шлунково-кишкового тракту та опорно-рухового апарату. Фахівцями медцентру розроблені та протягом понад 8 років успішно застосовуються комплексні програми оздоровлення, в тому числі радонотерапія з використанням води єдиного на південному сході України радонового джерела.
В рамках здійснення програми розвитку дитячого санаторно-курортного оздоровлення в Донецькій області «Форест Парк» придбав, відремонтував і передав у ведення профспілки дитячий оздоровчий табір ім. Кості Бабіна. У 2006 році оновлений табір почав працювати.
У 2005 році «Форест Парк» був нагороджений Туристичною премією Донбасу, у 2006 році комплекс став переможцем регіонального етапу Всеукраїнського конкурсу «100 найкращих товарів».

## Цікавинки
На території парку є вертолітний майданчик. До початку війни на сході України звичайною справою для представників топ-менеджменту із Донецька було прилетіти на обід у Форест-парк.

## Галерея

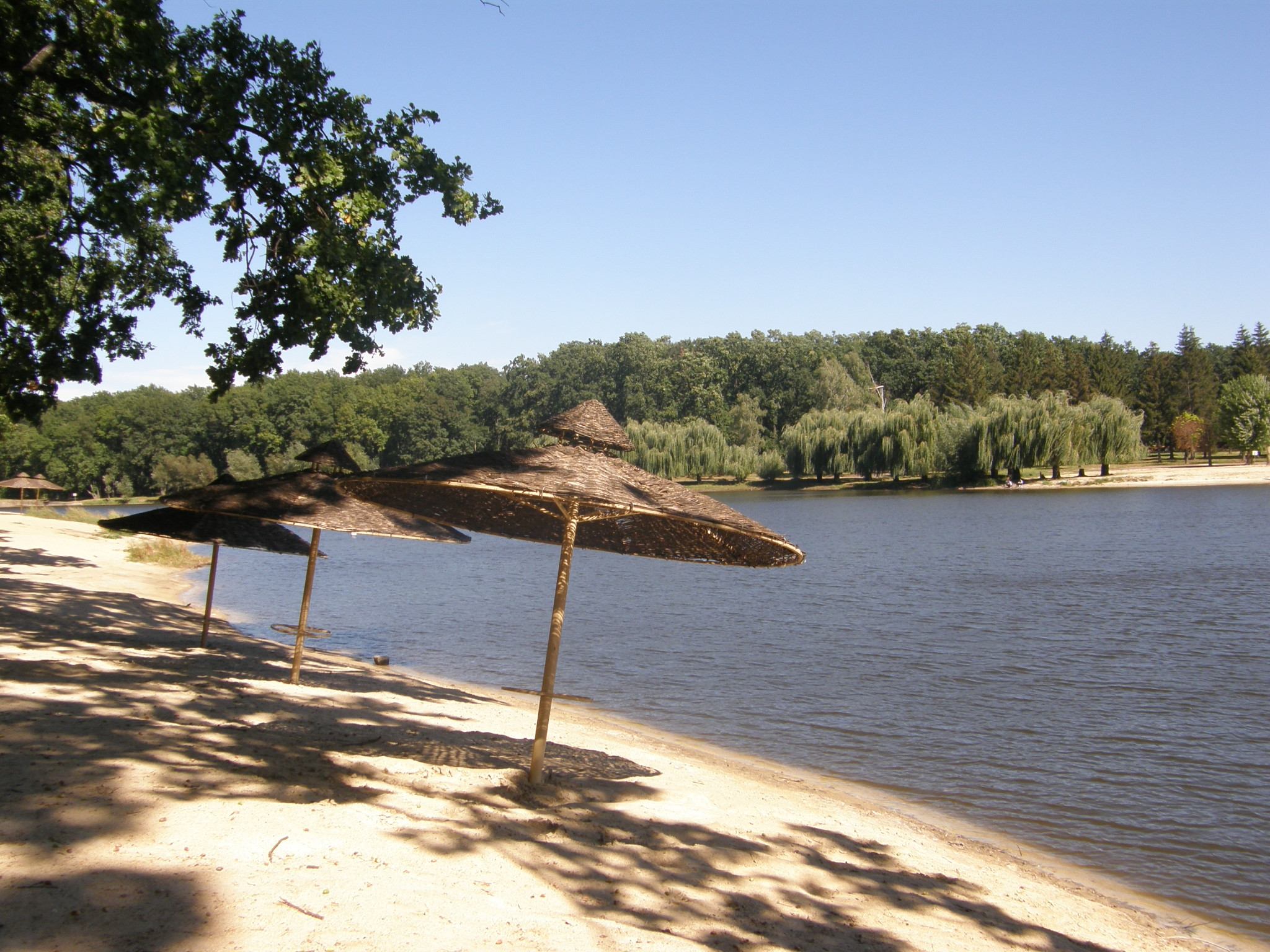
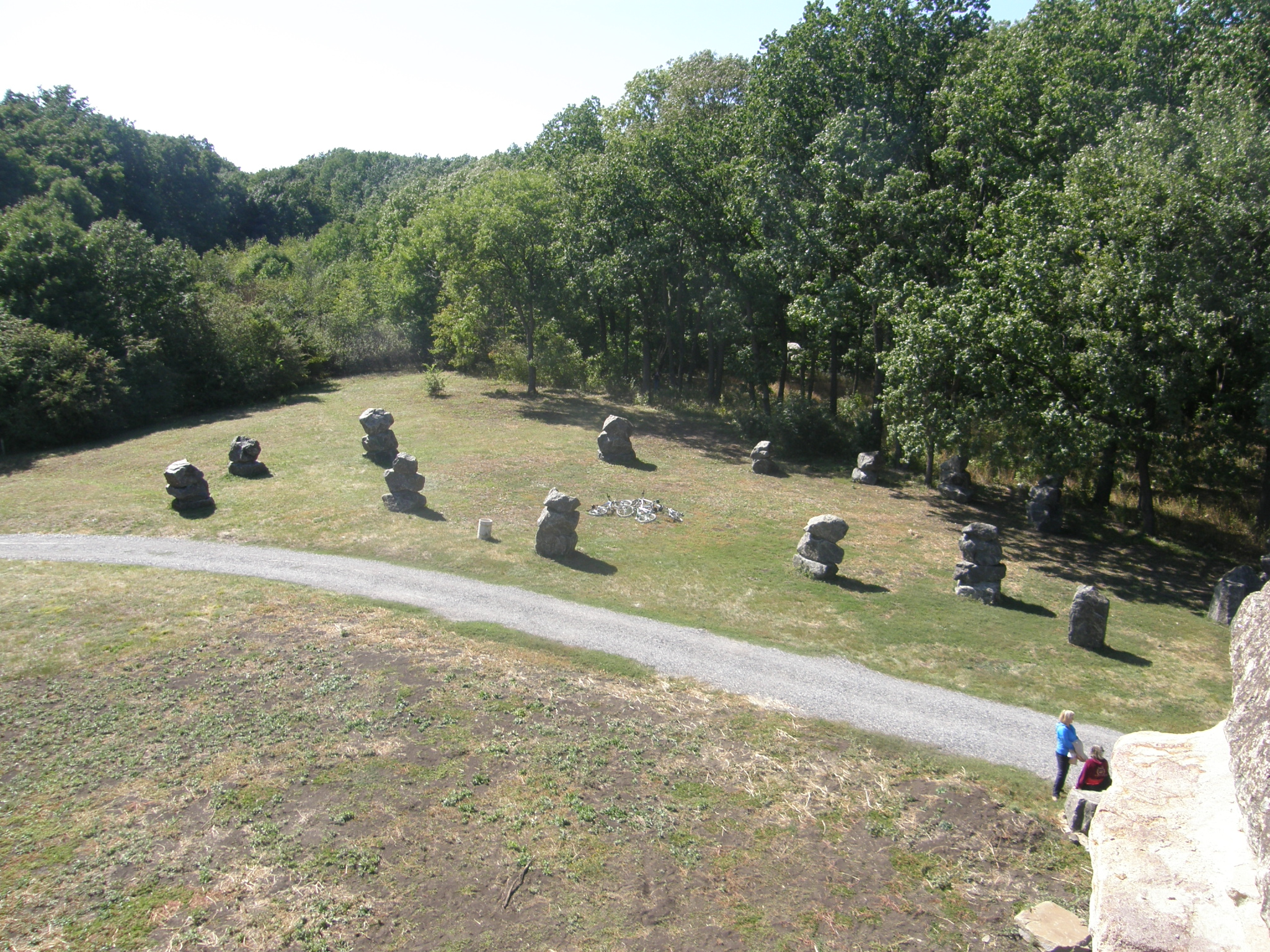
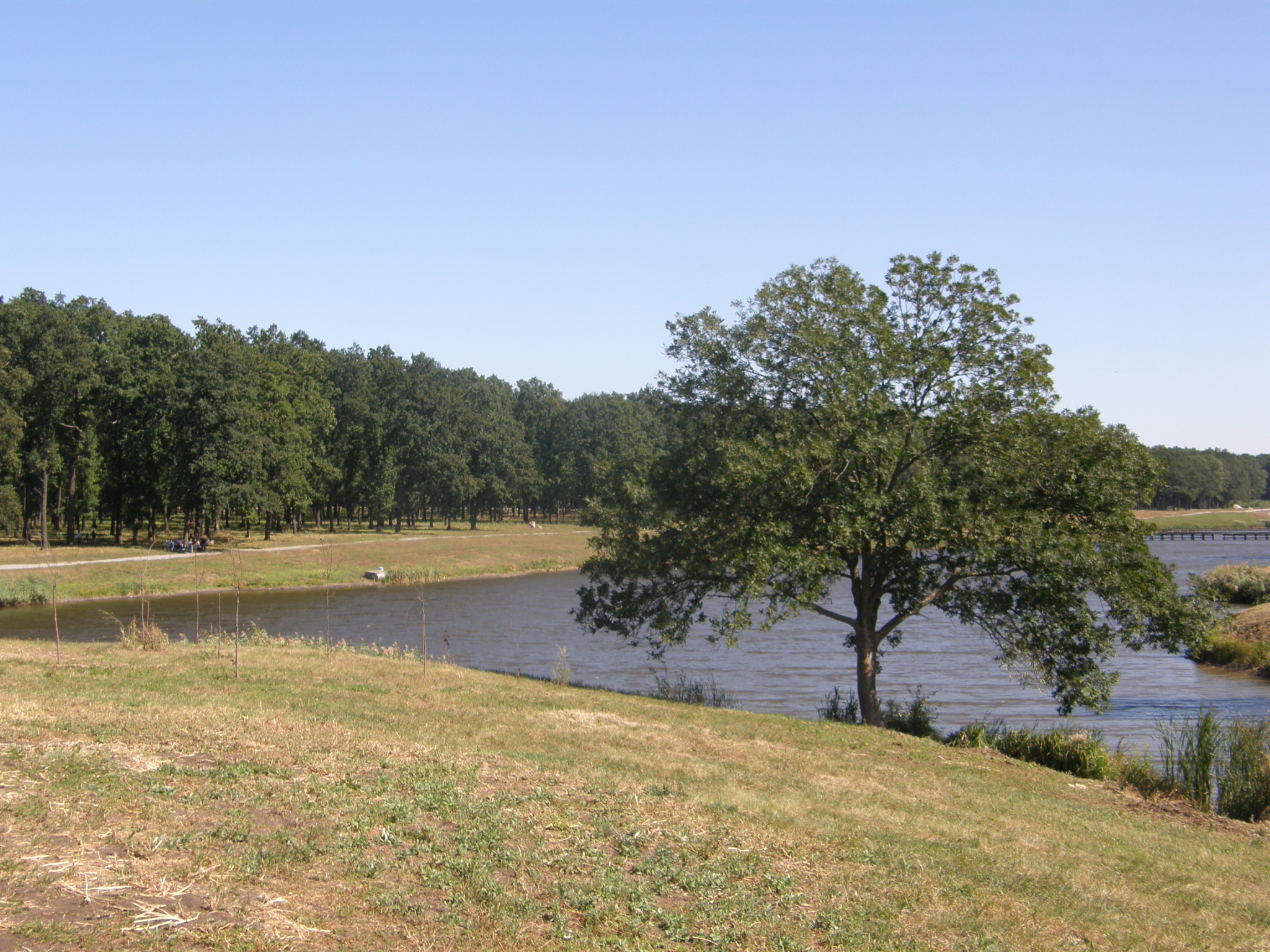
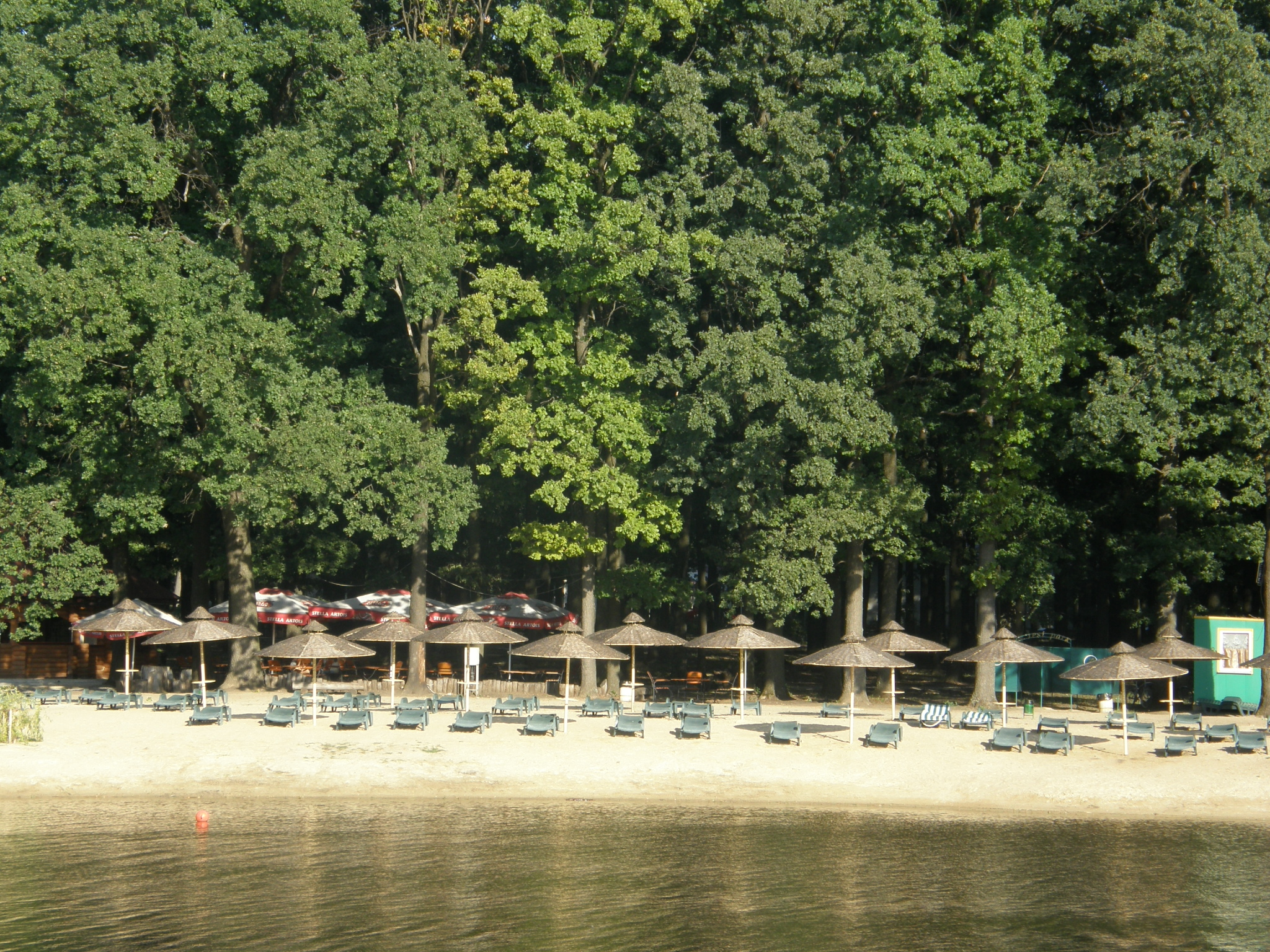
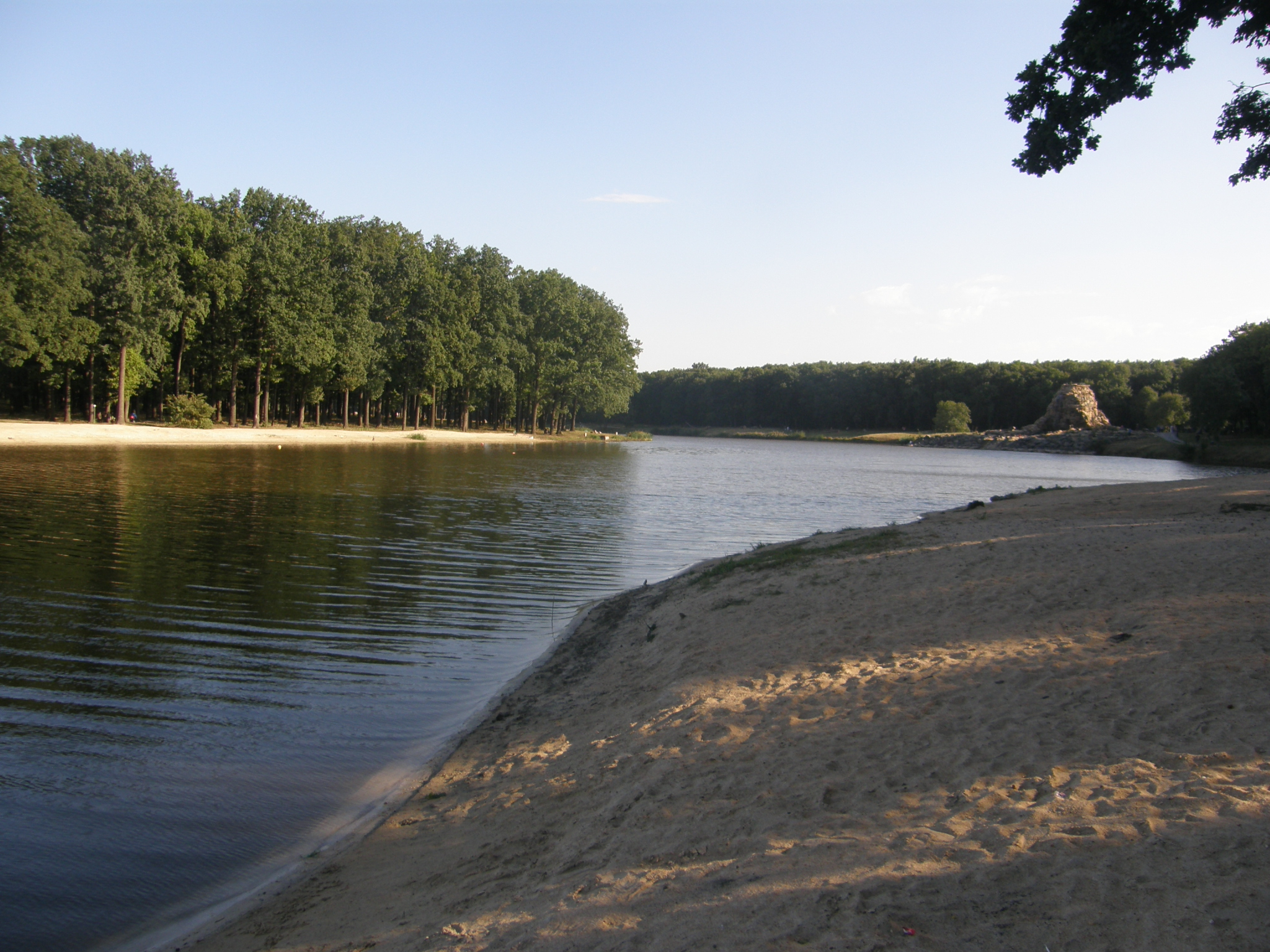